# DX Cancri

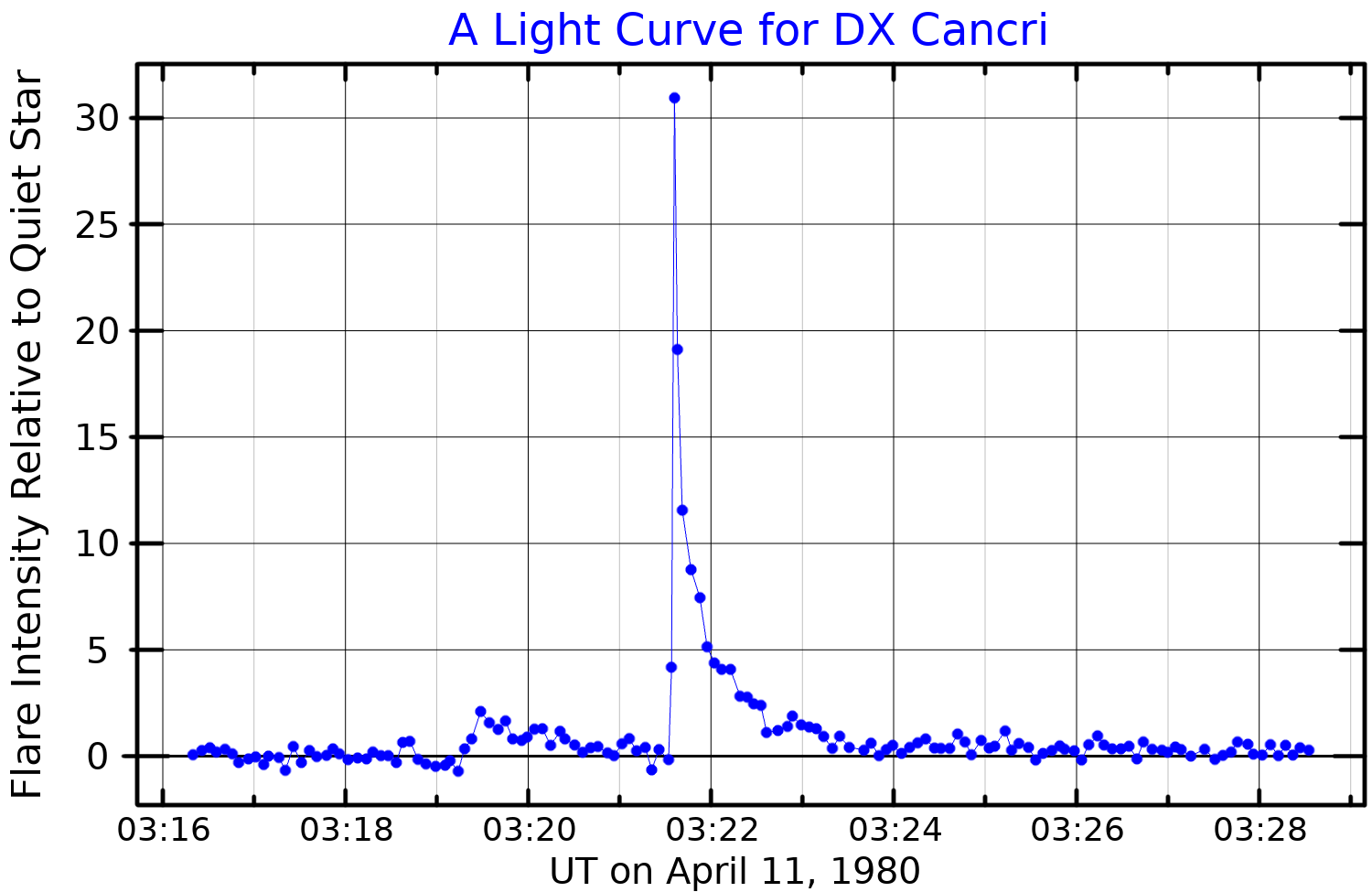
Lichtkromme van een flare van DX Cnc

DX Cancri is een rode dwerg ster in het sterrenbeeld Kreeft op 11,68 lichtjaar van de zon.

## Bron
- Dit artikel of een eerdere versie ervan is een (gedeeltelijke) vertaling van het artikel DX Cancri op de Engelstalige Wikipedia, dat onder de licentie Creative Commons Naamsvermelding/Gelijk delen valt. Zie de bewerkingsgeschiedenis aldaar.